# 274P/Tombaugh-Tenagra
274P/Tombaugh-Tenagra est une comète périodique du système solaire, découverte le 12 janvier 1931 par Clyde Tombaugh et redécouverte par l'observatoire Tenagra II.

## Découverte
Considéré comme un astéroïde à l'époque de sa découverte par les astronomes amateurs Paulo R. Holvorcem et Michael Schwartz, l'objet mineur fut nommé en tant que tel en 2012. Quelques jours après, la nature cométaire de l'objet fut mise en évidence. Le calcul de l'orbite et son tracé historique permit alors de mettre en évidence que la comète était déjà connue et qu'elle fut en fait découverte au XXe siècle, dans les années 30, par l'astronome américain Clyde William Tombaugh, découvreur bien connu de la planète naine Pluton. L'objet fut même à nouveau observé en 2003, mais pas reconnu comme comète à cette époque.